# 印地紡
印地紡集團（西班牙語：Inditex; Industria de Diseño Textil, S.A.）又譯爱特思集團，是一家大型西班牙企業，也是世界上第二大的時裝集團。旗下擁有超過百家的企業，主要經營纺织品的設計、生產與銷售相關活動。創辦人與現任大股東阿曼西奥·奥尔特加，為西班牙首富，世界首富排名第三名。現任印地紡集團董事長是帕布羅·伊斯拉。
截至2017年4月底，印地紡集團在全球93個國家擁有多達7,385間門市，2020年开通旗下所有品牌网购业务，並且擁有如Massimo Dutti、Bershka、Oysho、Pull and Bear、Stradivarius、飒拉（Zara）、Tempe與Uterqüe，以及低價品牌Lefties。門市大部分是集團擁有；僅有少部分禁止外商獨資的國家擁有許特屬經營門市（例如，一些中東國家）。

## 历史
印地紡集團堅持全部商品自產自銷，ZARA每周有兩次新品推出，並派送到ZARA門市。
印地紡集團總部設立在阿尔泰霍，一個位於西班牙西北部拉科鲁尼亚省加利西亞都會區的小型工業城市。起初所有的商品生產都於此集散，現在則將大部分生產製造外包到勞力成本較低的國家，主要集中在摩洛哥與中国，不過ZARA大部分的生產製造仍在西班牙與葡萄牙。此外，印地紡集團擁有一家鞋業設計、生產配銷公司，工廠坐落於西班牙地中海沿岸小鎮埃爾切。
Zara始創人之一、西班牙女首富羅莎莉雅·梅拉（Rosalia Mera）2013年8月14日因中風去世，終年六十九歲。近年已不再參與品牌業務，但仍佔印地紡百分之七股份。
Inditex 公司的收入在 2020 年最后一个季度下降了 18%，至 18.5 亿美元，这主要是由于冠状病毒大流行导致零售额下降。 Inditex 的股票在这一年里下跌了 12%。
2021 年 5 月，Inditex 表示其在委内瑞拉的所有门店将审查其与当地合作伙伴凤凰世贸（Phoenix World Trade）的协议。

## 外部連結
- 官方网站
- Inditex Hoover's Factsheet（页面存档备份，存于）
- Inditex company profile（页面存档备份，存于） — Google Finance
- Inditex官网的7GWK.COM专页 （页面存档备份，存于）